# 小果裂果漆
小果裂果漆（学名：Toxicodendron griffithii var. microcarpum）为漆树科漆属下的一个变种。

## 扩展阅读
- 維基物種上的相關：小果裂果漆